# Alois Schönburg-Hartenstein
Eduard Alois Maria Alexander Konrad Fürst von Schönburg-Hartenstein (Karlsruhe, 21. studenog 1858. – Hartenstein, 20. rujna 1944.) je bio austrougarski i austrijski vojni zapovjednik i političar. Tijekom Prvog svjetskog rata zapovijedao je XX. i IV. korpusom, te 6. armijom na Talijanskom bojištu, dok je nakon rata obnašao dužnost austrijskog ministra obrane. 

## Vojna karijera
Alois Schönburg-Hartenstein je rođen 21. studenog 1858. u Karlsruheu. Sin je Alexandera Schönburg-Hartensteina i Caroline, princeze od Lihtenštajna. Obitelj mu potječe iz Saske koja je, osim u Saskoj, imala i posjede u Austro-Ugarskoj. Kao najstariji sin pohađao je Jezuitsku školu u Kalksburgu i gimnaziju u Beču, te je nakon završetka istih počeo pohađati kadetsku školu u Dresdenu. Nakon provođenja temeljne obuke, od travnja 1877. služi u 14. dragunskoj pukovniji u kojoj s činom poručnika služi i nakon što je u potpunosti u svibnju 1878. završio kadetsku školu. Potom jedno vrijeme služi u garnizonima u Günsu i Reichnitzu, da bi nakon toga od 1882. pohađao konjički tečaj u institutu u Beču, te potom vojnu akademiju. Godine 1887. oženio se s Johannom Gräfin Colloredo-Mansfeld s kojom je tijekom braka imao dva sina i četiri kćeri.
U svibnju 1889. promaknut je u satnika, te služi u stožeru V. korpusa sa sjedištem u Pressburgu. Nakon toga premješten je u obavještajnu službu, nakon čega kratko vrijeme služi u 2. dragunskoj pukovniji u kojem razdoblju je unaprijeđen u čin bojnika. Potom je upućen na službu u austrougarsko veleposlanstvo u Berlinu, da bi nakon toga bio imenovan za pobočnika cara Franje Josipa.
Nakon smrti oca 1896. godine, vojna karijera mu je prekinuta, dok je on sam premješten u pričuvu. Naslijedio je titulu princa, te se brinuo o obiteljskom posjedima u Saskoj i Austro-Ugarskoj. Osim toga, naslijedio je i mjesto u gornjem domu austrijskog parlamenta u kojem je već 1898. izabran za potpredsjednika koju dužnost je obnašao sve do 1918. godine. Osim navedenih političkih dužnosti, od 1899. obnašao je dužnost predsjednika austrijskog Crvenog križa

## Prvi svjetski rat
Početak Prvog svjetskog rata Schönburg dočekuje s činom general bojnika u pričuvi. Odmah se stavio na raspolaganje, te je u kolovozu 1914. dobio zapovjedništvo nad 11. brigadom koja se na Istočnom bojištu nalazila u sastavu 3. armije. S navedenom brigadom sudjeluje u Galicijskoj bitci u kojoj je brigada pretrpjela teške gubitke. Početkom rujna 1914. postaje zapovjednikom 88. zaštitne brigade koju su sačinjavale uglavnom jedince specijalizirane za planinsko ratovanje. S navedenom brigadom koja se također nalazila u sastavu 3. armije sudjelovao je u pokušaju deblokade Przemysla, te u Bitci kod Limanowe. U listopadu 1914. promaknut je u čin podmaršala, dok je na Badnjak 1914. ranjen.
U siječnju 1915. postaje zapovjednikom 6. pješačke divizije, dok od travnja preuzima zapovjedništvo nad Korpusom Ljubicic koji je potom preimenovan u Grupu Schönburg, da bi se u lipnju ponovno vratio na mjesto zapovjednika 6. pješačke divizije. Zapovijedajući navedenim formacijama sudjeluje u ofenzivi Gorlice-Tarnow u kojoj je napredovao do rijeke Dnjestar. U listopadu 1915. zajedno sa 6. pješačkom divizijom premješten je na Talijansko bojište gdje je njegova divizija razmještena na visoravan Dobredo gdje se posebice ističe u obrani San Michelea.
U srpnju 1916. imenovan je zapovjednikom XX. korpusa zamijenivši na tom mjestu nadvojvodu (kasnije cara) Karla. Mjesec dana poslije promaknut je u čin generala konjice. Sa XX. korpusom kojega su nazivali i Korpusom Edelweiss držao je položaje u južnom Tirolu, te je istim zapovijedao do siječnja 1917. godine. Nakon toga dobiva zadatak reorganizirati korpus kojim je zapovijedao Theodor von Hordt, što je uspješno učinio postajući zapovjednikom IV. korpusa koji je nakon reorganizacije nastao. S IV. korpusom istaknuo se u Jedanaestoj bitci na Soči kao i obrani San Gabrielea za što je odlikovan ordenom Vojnog reda Marije Terezije. Sudjeluje i u proboju kod Kobarida u kojem njegov korpus goneći talijanske trupe prodire sve do Piave.
U siječnju 1918. povučen je u Beč gdje je prema planovima cara Karla trebao preuzeti ministarstvo koje bi bilo zaduženo za održavanje reda u pozadini bojišta. Do osnivanja ministarstva zbog otpora u ministarstvu rata i Glavnom stožeru nije došlo tako da je razočarani Schönburg zatražio povratak na bojište. Tome mu je i udovoljeno, te se u ožujku vratio na položaj zapovjednika IV. korpusa s kojim sudjeluje u Bitci na Piavi u kojoj je drugi puta ranjen postavši tako jedan od rijetkih austrougarskih generala koji je tijekom rata dva puta ranjavan. Nakon kratkog oporavka, u srpnju 1918. preuzima zapovjedništvo 6. armije kojom sudjeluje u Bitci kod Vittoria Veneta. U navedenoj bitci nije uspio zaustaviti talijanski prodor, a niti je uspio izvesti protunapad jer su jedinice jednostavno odbijale postupati po zapovijedima nadređenih. 
Schönburg se 1. studenog 1918. vratio u Beč kako bi se stavio caru na raspolaganje. Zajedno sa Svetozarom Borojevićem planirao je da jedinicama koje su bile pod njegovim zapovjedništvom pomogne caru u suzbijanju nemira i sprječavanju raspada dvojne monarhije, ali kada je 5. studenog 1918. došao u stožer svoje 6. armije u Villachu u istim je našao samo nekolicinu časnika gotovo bez ikakvih vojnika. Dana 11. studenog 1914. promaknut je u čin general pukovnika, što je bilo jedno od posljednjih austrougarskih promaknuća u Prvom svjetskom ratu.

## Poslije rata
Nakon završetka rata Schönburgova kuća u Beču je zaplijenjena jednako kao i njegovi posjedi u Moravskoj. Usprkos tome, ostao je važna politička figura u Austriji kao predsjednik Austrijskih ratnih veterana i Unije katoličkih plemića. Ostao je uvjereni katolik i monarhist, te je zagovarao reviziju izvlaštenja posjeda obitelji Habsburg. Nakon rekonstrukcije vlade Engelberta Dollfussa u rujnu 1933., tada 75-godišnji Schönburg je 21. rujna 1933. imenovan za ministra obrane u austrijskoj vladi. Na dužnost je stupio 12. ožujka 1934., ali je istu obnašao svega tri mjeseca jer se u lipnju umirovio nakon što nije prihvaćen njegov prijedlog za stvaranjem apolitične austrijske vojske i abolicijom Habsburga.
Po umirovljenju Schönburg se povukao na svoje imanje u Hartensteinu u Saskoj gdje je i preminuo 20. rujna 1944. godine u 86. godini života.

## Vanjske poveznice
(eng.) Alois Schönburg-Hartenstein na stranici Firstworldwar.com

(eng.) Alois Schönburg-Hartenstein na stranici Austro-Hungarian-Army.co.uk

(eng.) Alois Schönburg-Hartenstein na stranici Oocities.org

(rus.) Alois Schönburg-Hartenstein na stranici Hrono.ru

(njem.) Alois Schönburg-Hartenstein na stranici Deutsche-biographie.de